# Snöhättad manakin
Snöhättad manakin (Lepidothrix nattereri) är en fågel i familjen manakiner inom ordningen tättingar.

## Utbredning och systematik
Snöhättad manakin delas in i två underarter:
- Lepidothrix nattereri nattereri – förekommer i centrala Brasilien söder om Amazonområdet
- Lepidothrix nattereri gracilis – förekommer från södra centrala Brasilien (övre Rio Madeira) till nordöstra Bolivia

## Status och hot
Arten har ett stort utbredningsområde, men tros minska i antal, dock inte tillräckligt kraftigt för att den ska betraktas som hotad. Internationella naturvårdsunionen IUCN listar arten som livskraftig (LC).